# Trichoneura elegans
Trichoneura elegans är en gräsart som beskrevs av Jason Richard Swallen. Trichoneura elegans ingår i släktet Trichoneura och familjen gräs. Inga underarter finns listade i Catalogue of Life.